# Han Coray

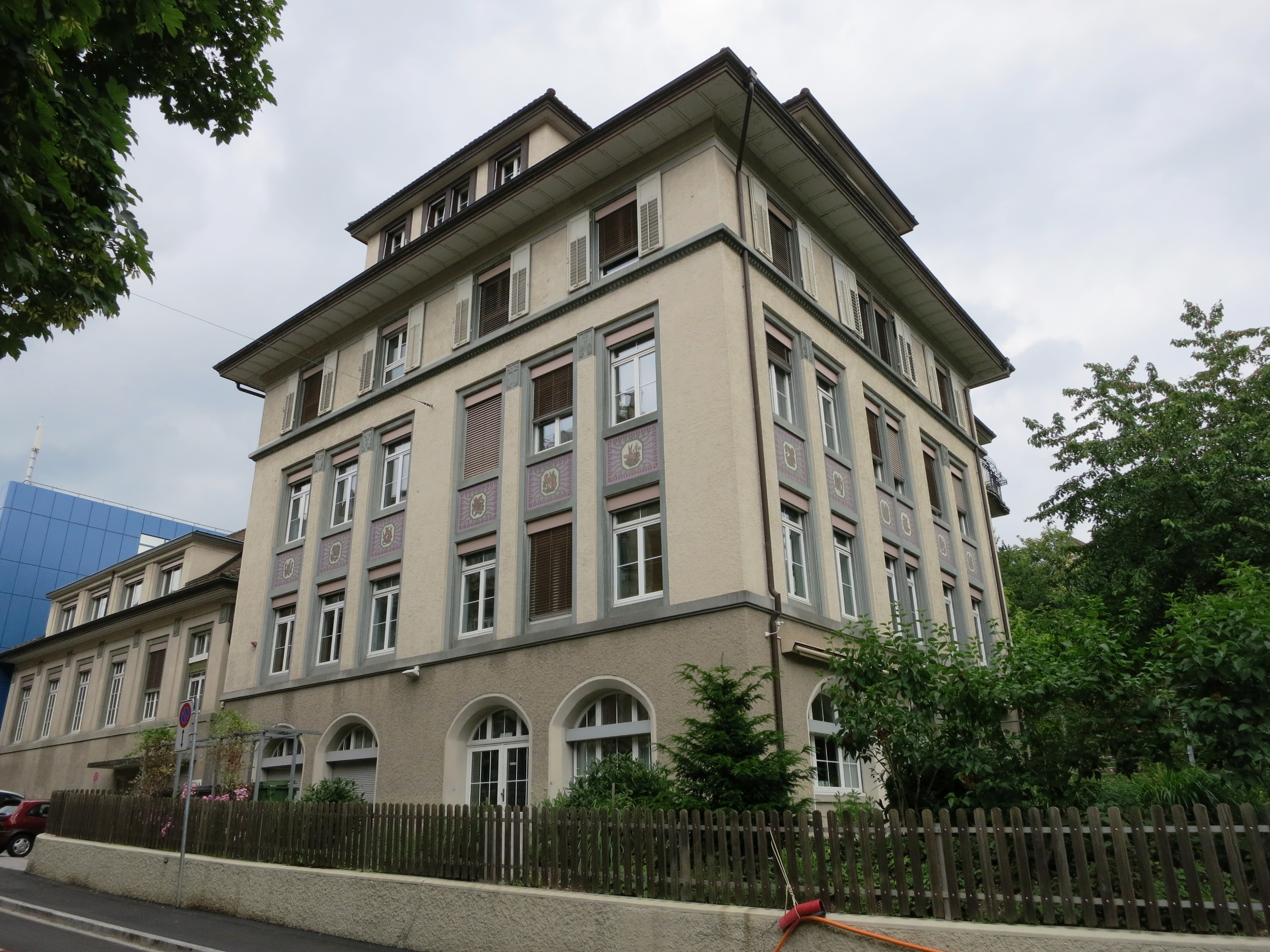
Pestalozzi-Schule in Zürich-Hottingen, heute Kantonales Labor

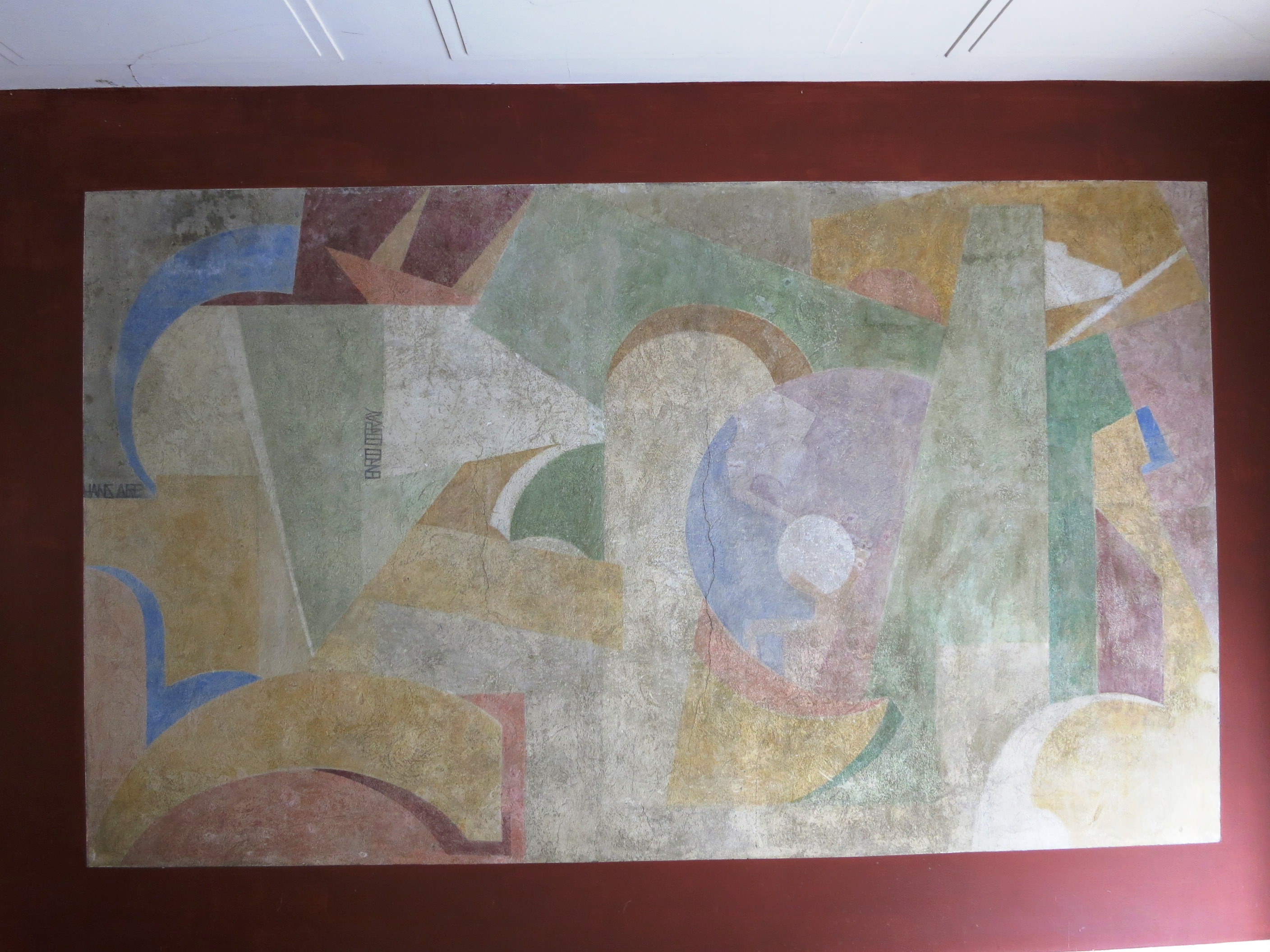
Wandbild von Hans Arp beim Eingang der Pestalozzi-Schule, 1916

Han Coray (* 26. April 1880 in Thal SG; † 23. Oktober 1974 in Agnuzzo), eigentlich Karl Heinrich Ulrich Anton Coray, auch Han Coray-Stoop und Heinrich Corray, war ein Schweizer Reformpädagoge und Kunstsammler.

## Leben
Han Coray wurde als Sohn eines Arztes und einer Krankenpflegerin geboren. Der Vater hatte die Mutter bei der Geburt bereits verlassen, diese gab Karl Heinrich Coray und seine Schwester zu Verwandten ab. Nach dem Tod der Mutter kam Coray in das Waisenhaus St. Gallen. Dort wurde er vom Hausvater so weit gefördert, dass er ins Lehrerseminar Unterstrass in Zürich eintreten konnte. Nach dem Besuch des Evangelischen Lehrerseminars und dem Erwerb des Lehrerpatents arbeitete er ab 1904 als Primarlehrer im Kanton Zürich, zunächst vier Jahre in der Gemeinde Wald und danach in Kilchberg. In seiner Kilchberger Zeit wurde Coray zum Pionier der Waldpädagogik, da er seine Primarschulklassen jeden Mittwochnachmittag ins Freie zum Waldschulunterricht führte. Seine Erfahrungen mit acht- und neunjährigen Schülern veröffentlichte er unter dem Namen «Heinrich Corray» im Buch Neulandfahrten. In diesem Buch erläutert er sein Konzept der Waldschule.
Ab Frühjahr 1912 fungierte Coray als Direktor der Beust’schen Privatschule in Zürich, die im Herbst geschlossen werden musste. 1913/14 wurde im noch ländlichen Zürich Hottingen, nach Entwürfen Corays, ein dreistöckiges Schulgebäude erstellt. Er übernahm bis 1917 die Leitung dieser ebenfalls privaten Pestalozzi-Schule. 
Corays Idee war es, im Dachgeschoss zwei Gastwohnungen und ein Atelier einzurichten und unentgeltlich bedürftigen Kulturschaffenden zur Verfügung zu stellen. Bis 1918 wurde die Atelierwohnung von Hermann Huber, Johann Wilhelm von Tscharner, Gregor Rabinowitsch, Leonhard Frank, Friedrich Glauser und Emmy Hennings bewohnt. Anderen Künstlern (Otto van Rees, Hans Arp usw.) half er, indem er ihnen Werke abkaufte, Illustrationsaufträge für seine Publikationen erteilte oder den Saal im Schulhaus für Lesungen, Vorträge, Konzerte und Tanzdarbietungen zur Verfügung stellte.
Von 1916 bis 1917 war er Inhaber der Galerie Coray in Zürich und Basel, wo er Werke der Avantgarde und der Dadaisten ausstellte. Gleichzeitig trennte er sich von seiner Frau Domenica, mit der er drei Kinder hatte, darunter den späteren Designer und Schöpfer des Landi-Stuhls Hans Coray. Seine gut bezahlte Stelle als Schuldirektor kündigte er im August 1917. Hoch verschuldet musst er seine Tätigkeit als Galerist aufgeben. Anschliessend war er bis 1919 als Buch- und Kunsthändler in Zürich tätig. Er war der erste Förderer von Max Gubler und Ignaz Epper. 
Mit vierzig Jahren heiratete Coray seine zweite Frau Dorrie Stoop, Tochter eines holländischen Ölmagnaten. Während der knapp zehnjährigen Ehe häufte Coray eine immense, jedoch zweit- bis drittklassige Kunstsammlung an. Die Sammlung musste er nach dem Selbstmord seiner Frau 1928, mit grossem Verlust auflösen. Von 1919 bis 1928 baute er auf seinem Landsitz in Erlenbach ein Privatmuseum für europäische Kunst des 15.–18. Jahrhunderts. Als erster Schweizer sammelte Coray auch afrikanische Kunst. Teile seiner Afrikasammlung befinden sich heute im Völkerkundemuseum der Universität Zürich und im Museum Rietberg in Zürich. 
Ab 1930 lebte er in Agnuzzo, wo er das Hotel Casa Coray aufbaute und mit Reststücken seiner Sammlung und neu erworbenen Objekten ausstattete.

## Werke
Als Heinrich Corray
- Der Weggefährte. Jahrbuch für 1913. Meyer, Leipzig/Aarau/Wien 1912.
- Garben und Kränze. Gute Kunst und Literatur für Schule und Haus. Meyer, Leipzig 1912.
- Neulandfahrten. Ein Buch für Eltern, Lehrer und Kinder. Meyer, Leipzig 1912.
- Der Weggefährte. Jahrbuch für 1914. Trüb, Aarau 1913.
- Tapfer und treu. Bilder aus der Schweizergeschichte. Huber, Frauenfeld/Leipzig 1916.

Als Han Coray
- Das Leben. Gedichte. Orell Füssli, Zürich 1928.
- Was übrig blieb. Gedichte. Casa Coray, Agnuzzo 1961.